# 孟良
孟良，楊家將角色。
传说中的北宋名将，在杨家将中追随楊六郎，与焦赞是好友，人称“焦不离孟，孟不离焦”。在许多演义小说、戏曲、影视剧作品中出现。山东省的孟良崮传说就是因孟良曾屯兵于此而得名。孟良儿子孟定国，见于《呼家将》和《狄青征西》等小说。

## 影视剧作品
- 楊家將 (無綫電視劇)，秦煌 饰
- 杨家将 (1991年电视剧)，李雨森 饰
- 一門英烈穆桂英，许文锐 饰
- 白玉堂之局外局，罗广兴 饰